# Capri dans l'art

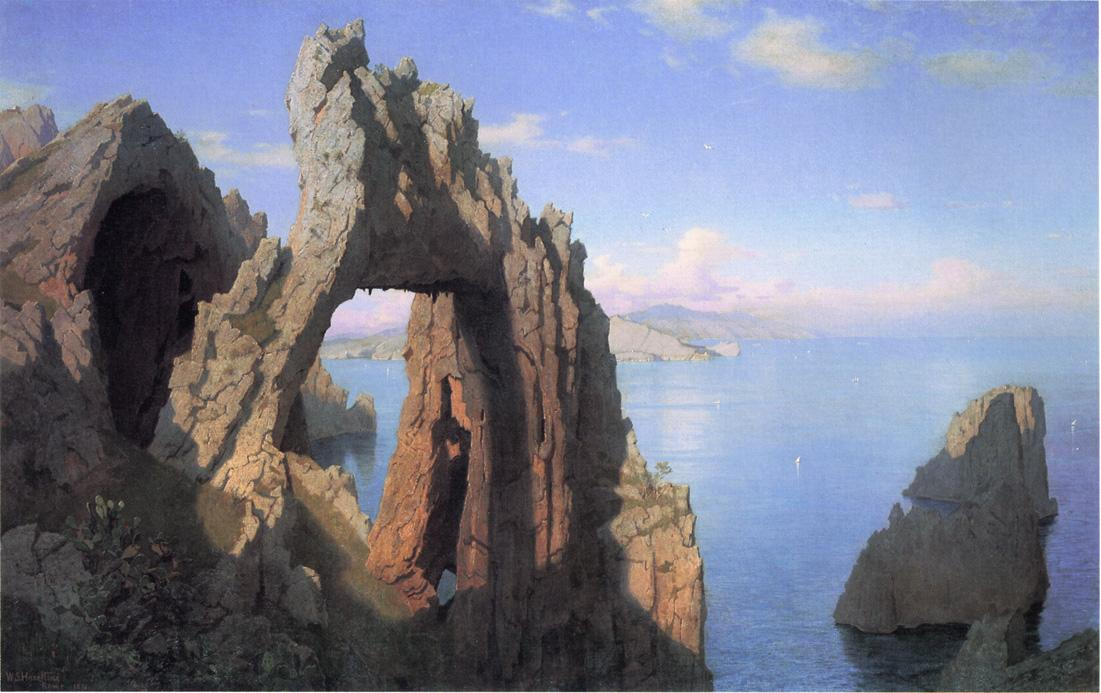
William Stanley Haseltine, Arche naturelle à Capri, 1870, National Gallery of Art.

Capri dans l'art comprend une liste raisonnée de peintures, à huile ou à l'aquarelle, représentant des vues de Capri - ses paysages, la Grotte bleue, les Faraglioni, l'Arco naturale - et des aspects de la vie de ses habitants. 

## Histoire
En 1826, le poète et peintre prussien August Kopisch (1799-1853), le peintre suisse Ernst Fries (1801-1833), accompagnés du marin capriote Angelo Ferraro, de l'aubergiste et notaire Giuseppe Pagano et de l'« asinaro » Michele Federico explorèrent une grotte de Capri qui, selon d'anciennes légendes, était infestée par des esprits malins. Kopisch l'a appelée la Grotte bleue, pour ses reflets dans l'eau. La découverte a animé la curiosité des spéléologues, des naturalistes, des touristes et des peintres ; pourtant cette grotte était déjà connue et visitée.
Non seulement pour la Grotte bleue et pour les Faraglioni : les peintres qui arrivaient à Capri - d'abord sur des voiliers, puis sur des bateaux à vapeur, enfin au XXe siècle sur les « vaporetti » - ont vu et peint la végétation méditerranéenne accrochée aux rochers, les pergolas aux raisins soutenues par des colonnes, les plantations de citrons, les ruelles avec des maisons blanches couvertes de coupoles et même des épis blonds de blé, plantés dans les rares espaces plats, à l'intérieur de l'île. Dans la population locale - qui descendait de Phéniciens, de Grecs et de Romains - ces peintres virent des exemples tangibles de beauté classique, immortelle.
Les peintres de l'École du Pausilippe se limitaient au début à tracer le profil de Capri, sur le fond de marines de la côte napolitaine peuplées de pêcheurs ; ils arrivèrent ensuite à Capri, en masse. Les peintres étrangers débarquaient à Capri et la visitaient ; certains y prirent maison et y moururent.

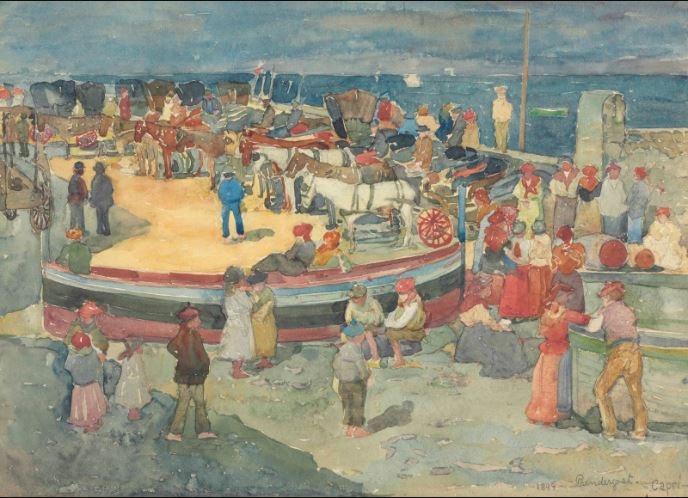
Maurice Prendergast, Marina Grande, Capri, 1899.

### Premiers exemples de peinture
Le peintre hollandais Thomas Wyck nous a laissé la première vue de Capri, datée vers 1640 : il a représenté la réalité de la vie quotidienne dans une vue à l'extérieur, avec des lavandières, des hommes au travail, un oriental au turban, des porteurs (Staatliche Kunsthalle Karlsruhe). Wyck transférait à Capri la typologie « romaine », typique des Bamboccianti. Le peintre gallois Thomas Jones a réalisé une Vue de Capri du mont Tibère, datée de 1778-1783 (Bibliothèque nationale du pays de Galles). Au Palais de Caserte, l'on conserve la détrempe du peintre allemand Jacob Philipp Hackert, Le Palais en arrière-plan du mont Solaro, de 1792 :  ce palais était une résidence du roi de Naples, qui se rendait à Capri pour la chasse à la caille. On voit l'escalier phénicien qui monte sur les côtes du mont Solaro.
Le peintre autrichien Joseph Rebell arriva à Naples en 1813 et y resta deux ans ; mais il continua à peindre des vues de Capri : en 1817 Marina Grande avec des effets de lumière, à l'heure du coucher du soleil et Rochers à Marina Grande, en 1818. Le peintre suisse Louis Léopold Robert nous a laissé Femmes dans l'île de Capri. Saverio della Gatta (it) - un peintre de Lecce, dont on ne sait plus rien après le 1828 et qui se signait « Xavier della Gatta » - a peint une vue de Capri sur le mont Solaro

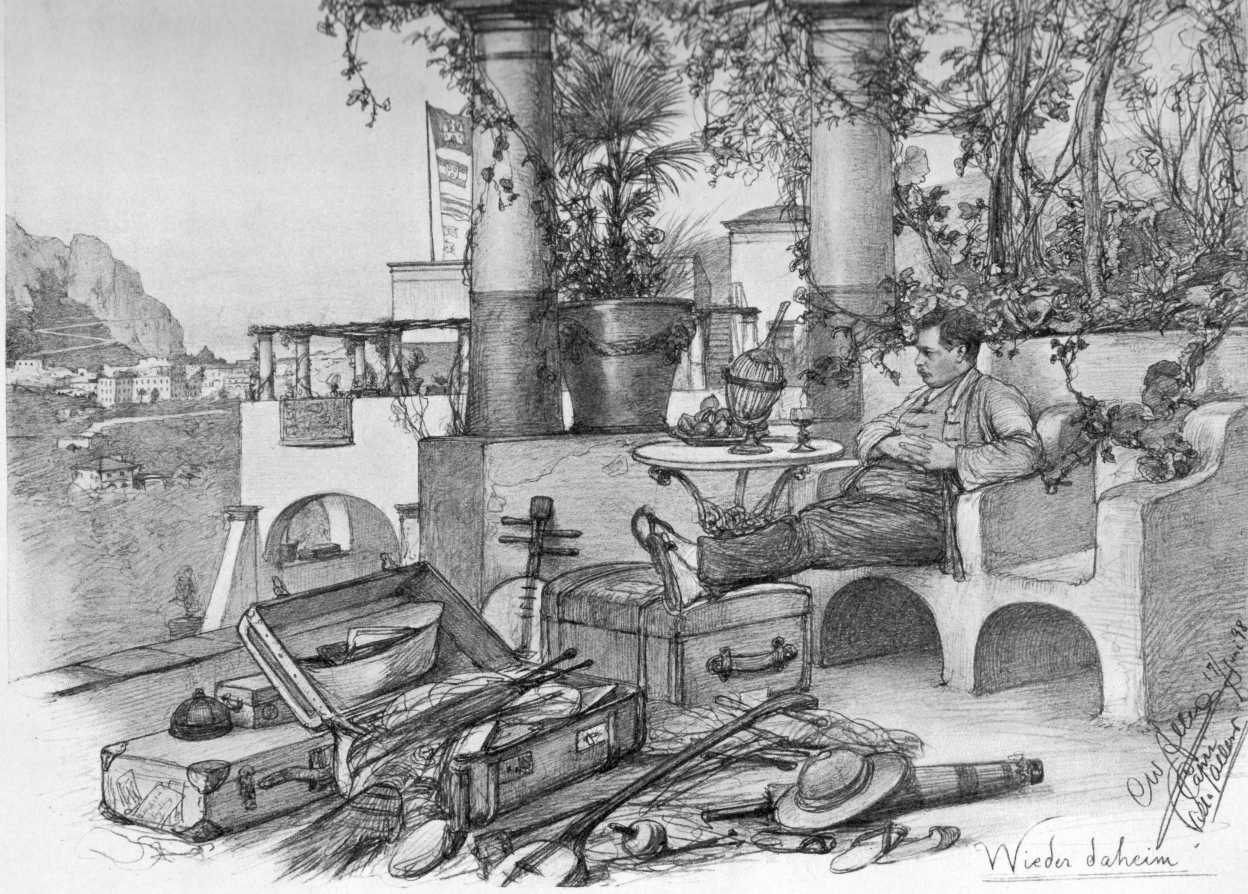
Christian Wilhelm Allers, Autoportrait à Capri, à Villa Allers, 1898.

Le profil de l'île, un peu flou, apparaissait sur le fond de vues de la baie de Naples. Sur l'île, la nature apparaissait inaccessible et les voyageurs étaient effrayés par les légendes sur les débauches de Tibère et peut-être aussi par l'éblouissante lumière méditerranéenne.
Les premiers visiteurs découvraient la Villa Jovis et les ruines qui s'étendaient de l'actuel port jusqu'aux bains de Tibère. À Damecuta, ils visitaient les ruines d'une villa romaine, dans un plateau ondulé entre le Solaro et la Grotte bleue - riche de chênes et d'oliviers. Les premières peintures de la Grotte bleue montraient, à contre-jour, des figurines de gentlemen avec hauts-de-forme et de dames à ombrelle.

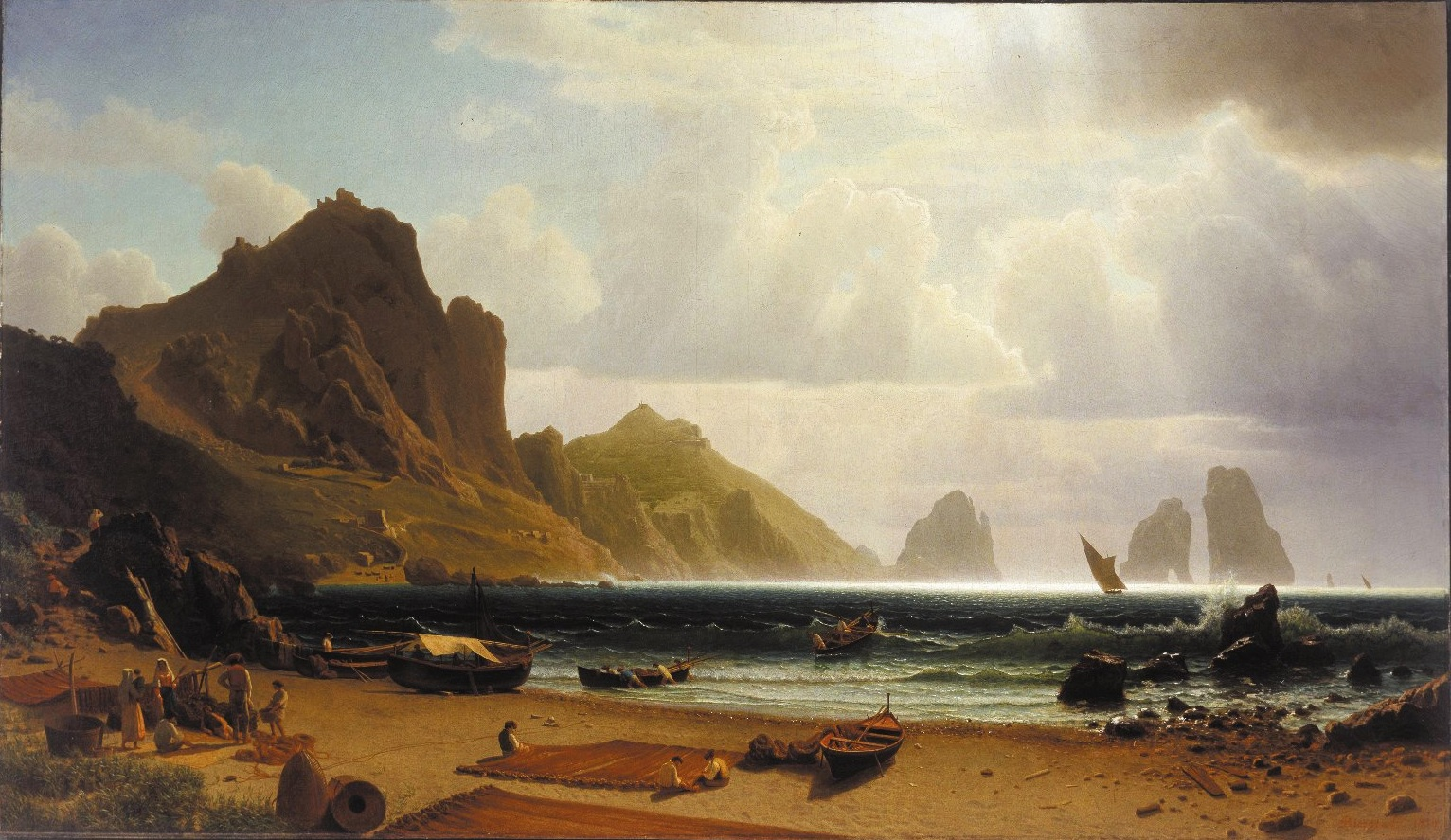
Albert Bierstadt, Marina Piccola, Capri, 1859.

### Peintres étrangers à Capri
Johan Christian Dahl fut invité en 1820 par Christian Frederik (prince héréditaire de Danemark et puis roi Christian VIII) à passer un séjour à Naples, comme son hôte, au palais de Quisisana, où l'on pouvait se promener dans les bosquets, ornés de fontaines et de statues et se reposer sur les sièges en pierre du belvédère. Dahl peint des vues à Pouzzoles, sur le Vésuve, à Castellammare di Stabia, aux fouilles archéologiques de Pompéi, au Pausilippe et à l'île de Capri. Dahl a peint aussi un Naufrage sur la côte de Capri, daté de 1824 dont il a probablement tiré des croquis sur place. Le peintre et graveur allemand Heinrich Reinhold (1788-1825), mort de tuberculose à Rome, a laissé inachevée une toile intitulée L'Île de Capri.
Rudolf von Alt à Capri peignait volontiers à l'aquarelle, reproduisant les transparences du ciel et les nuances de vert de la végétation. Il était proche de l'impressionnisme. John Singer Sargent arriva à Naples pendant l'été 1878 et inspira Francesco Mancini et Francesco Paolo Michetti. À Capri, Sargent fut attiré par la physionomie des habitants du pays : il peignit, entre autres, Tête d'une jeune fille de Capri et Jeunes filles de Capri sur un toit. 
Le peintre polonais Henryk Siemiradzki était spécialisé pour les reconstitutions imaginatives du monde antique gréco-romain. Il ne passa jamais à Capri, à tirer des idées du paysage méditerranéen, pour sa toile monumentale avec les prétendues orgies de Tibère, qui est si sombre et si triste. Oswald Achenbach fit deux voyages en Italie et il visita Capri seulement dans le second.

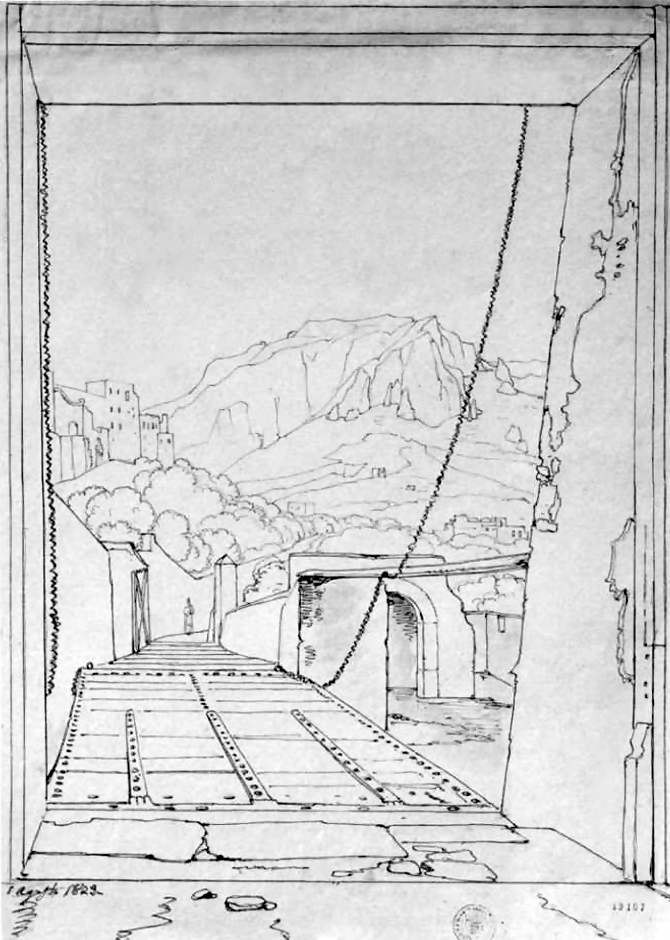
Giacinto Gigante, Pont-levis à Capri.

Né à Buffalo (New York), Charles Caryl Coleman avait étudié à Paris. Il arriva à Capri vers 1880 et il trouva une maison : c'était un couvent du XVIIe siècle qu'il adapta en habitation-atelier et qu'il appela Villa Narcisius, du nom du garçon de la mythologie grecque, enchanté par sa beauté. De la fenêtre de son atelier, Coleman voyait le Vésuve, qu'il peignit plusieurs fois, même en éruption. Charles Caryl Coleman a documenté une activité qui a ensuite disparu, la « calcara », c'est-à-dire le four de production de la chaux vive, avec lequel les Capriotes teignaient en blanc leurs maisons. Coleman est mort à Capri, et y est enterré.
Rosina Ferrara, née à Anacapri, devint la modèle préférée du peintre américain Charles Sprague Pearce, de John Singer Sargent, du portraitiste anglais Frank Hyde (en), du peintre français Jean Benner (qui épousa une jeune fille de Capri) et du peintre américain George Randolph Barse qui devint son mari et que Rosina suivit en Amérique. Barse s'est suicidé quatre ans après la mort de Rosina.
En 1882, le paysagiste danois Peder Mørk Mønsted s'installa à Rome, puis sur l'île de Capri, attiré par la lumière méditerranéenne et par les couleurs de la végétation et de la mer. Many Benner, né à Capri et fils du peintre de Jean Benner, qui était aussi né à Capri, peint des femmes vues dans leur réalité simple, dans une atmosphère de sérénité intemporelle. Sophie Gengembre Anderson était une peintre britannique ; elle arriva à Capri en 1871 et prit demeure à la Villa Castello. À Capri, séjournèrent le peintre anglais symboliste et préraphaélite Frederic Leighton et le peintre Édouard Sain qui, dans Cérémonie du mariage à Capri - avec l'épouse qui baise la main de sa belle-mère - nous a laissé un aperçu de la vie à Capri d'autrefois.
Le peintre Ernst Hanfstaengl, né à Dresde et mort à Capri le 20 février 1897, a peint - avec une palette de teintes matiériques et un peu brûlées - les ruelles, les pergolas, la végétation spontanée de Capri, et des femmes qui portent l'eau dans une jarre et qui ressemblent à des figures venues de l'Antiquité gréco-romaine. Albert Wenk, bavarois, reproduit le mouvement capricieux des vagues qui se brisent sur les rochers de Capri.
Karl Wilhelm Diefenbach, un artiste allemand visionnaire et sombre, enveloppait la femme dans un manteau foncé qui la transfigurait et la rendait inquiétante. Il peignait des paysages avec des chèvres et d'étranges êtres volants, utilisant des contrastes violents de lumière et d'obscurité. Il fut un pionnier du nudisme et du Mouvement pacifiste. Sur l'analyse de son expérience de vie, si hors du commun, Mario Martone a tiré le film Capri-Revolution (2018). Un musée, consacré à Karl Wilhelm Diefenbach, qui mourut sur l'île en 1913, a été installé en 1974 à la Chartreuse Saint-Jacques de Capri.

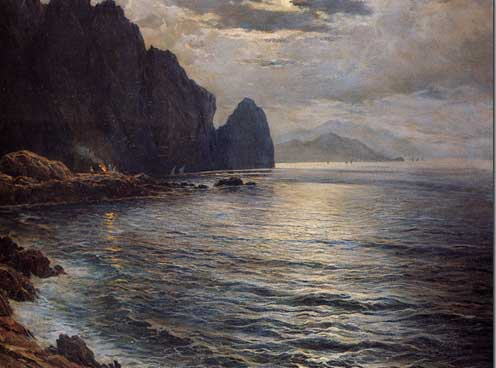
Karl Wilhelm Diefenbach, Coucher du saleil, avant 1913.

### Peintres italiens à Capri
Giacinto Gigante arriva à Capri lorsqu'il était un enfant, en 1823, et plus tard il dicta la mode à d'autres peintres de l'École du Pausilippe (italiens ou italianisés grâce à l'art) : à Consalvo Carelli, à Anton Sminck Pitloo (néerlandais de naissance, mais napolitain d'adoption), à Salvatore Fergola, à Achille Vianelli et au peintre belge François Vervloet. À Naples, Gigante rencontra Camille Corot (dont on connaît un petit dessin sur Capri) et William Turner. Un dessin de Giacinto Gigante Pont-levis et accès à Capri est au Musée San Martino.
L'École de Resìna débarqua un peu plus tard sur l'île, avec Marco De Gregorio qui peignit des vues d'Anacapri. La nature semblait modérer son visage rocheux : il y avait de nouvelles maisons, pour les nouveaux clients et une maison de soins locaux, le Quisisana, a été adaptée au Grand Hotel Quisisana (en) ; mais le mythe d'une nature intacte restait tenace. Attilio Pratella, Vincenzo Migliaro et Vincenzo Irolli peignirent la mer et les rochers de l'île de Capri ; Giuseppe Casciaro en donnait des impressions rapides, au pastel.
Guglielmo Ciardi arriva de Toscane et peignit deux vues - Marina Grande et le mont Solaro et Rochers à Marina Grande et au mont Tibère - aujourd'hui conservées à la Galerie nationale d'art moderne de Rome.

### Une nouvelle génération de peintres
Parmi les artistes qui ont vécu à Capri pendant le XXe siècle, l'on peut distinguer l'Autrichien Hans Paule (de), un personnage excentrique qui a été défini comme « le peintre des cavernes » par Edwin Cerio (en) - car il avait habité dans une grotte pendant quelque temps. À la nouvelle génération appartiennent le peintre et graveur Carlo Perindani (it) et Michele Federico (it), un peintre de marines, qui était né et qui a vécu à Capri et qui fut un des élèves d'Antonino Leto.

### Expositions
- Les années 1920 : Interpretazione futurista del paesaggio di Capri, d'Enrico Prampolini, Grand Hôtel Quisisana, Capri (pour démonter le mythe d'une nature vierge, à Capri).
- 1994 : Capri nell'Ottocento, da meta dell'anima a mito turistico, Chartreuse Saint-Jacques de Capri : présentée à Naples à la Villa Pignatelli en 1995 et à Florence au Palais Pitti en 1996 [8].
- 2002 :  Viaggio nell'isola: maestri della pittura dell'Ottocento a Capri, Capri [3].

## Liste d'œuvres
| Auteur et titre                                                                                    | Description                                                                                   | Image  |
| -------------------------------------------------------------------------------------------------- | --------------------------------------------------------------------------------------------- | ------ |
| Joseph Rebell, La Côte de Capri au coucher du soleil                                               | huile sur toile, 41,5 × 62 cm, 1817, Neue Pinakothek (Munich)                                 |        |
| Johan Christian Dahl (1788-1857), Naufrage sur la côte de Capri                                    | huile sur toile, 1822, collection inconnue                                                    |        |
| Franz Ludwig Catel, Moines dans le cloître de la Chartreuse et Faraglioni de Capri                 | huile sur toile, 73 × 98 cm, vers 1823, Spencer Museum of Art (Lawrence-Kansas)               |        |
| Carl Blechen, Rochers de Tibère à Capri                                                            | huile sur papier sur toile, 20,5 × 30 cm, 1828-1829, Niedersächsisches Landesmuseum (Hanovre) |        |
| Carl Blechen, Marina Grande, Capri                                                                 | huile sur toile, 90 × 130 cm, 1829, Österreichische Galerie Belvedere (Vienne-Autriche)       |        |
| Konstantin von Kügelgen (1810-1880), Grotte bleue à Capri                                          | huile sur toile, 1833                                                                         |        |
| Heinrich Jakob Fried (1802-1870), Grotte bleue à Capri                                             | huile sur toile, 50 × 63 cm, 1835, Kunsthalle de Brême                                        |        |
| Rudolf von Alt (1812-1905), Capri. Le palmier et l'église Saint-Étienne                            | aquarelle, 31,8 × 26,6 cm, 1835, Albertina (musée) (Vienne-Autriche)                          |        |
| Miklós Barabás (1810-1898), Le Vésuve vu de l'île de Capri                                         | acquarello sur papier, 16,1 × 24,3 cm, 1835, Galerie nationale hongroise (Budapest)           |        |
| Christen Købke, Marina Grande à Capri                                                              | huile sur papier, 29,9 × 39 cm, 1839, Collection Hirschsprung (Copenhague)                    |        |
| Johann Wilhelm Schirmer, Église Sainte-Séraphine de Capri                                          | huile sur toile, 42 × 57 cm, 1840, Museum Zitadelle (Juliers)                                 |        |
| Christian Ferdinand Christensen (1805?-1883), La Grotte bleue                                      | bozzetto per la scenografia di Napoli, 1842, Musikmuseet (Stockholm)                          |        |
| Louis Gurlitt, Marina Piccola à Capri                                                              | huile sur bois, 48 × 70,1 cm, vers 1844, Nationalmuseum (Stockholm)                           |        |
| Thorald Læssøe (1816-1878), Marina Piccola, Capri: lumière du jour                                 | huile sur toile, 1851, Statens Museum for Kunst (Copenhague)                                  |        |
| Eduard Hildebrandt, Rochers de Capri avec pêcheurs                                                 | huile sur toile, 24 × 33 cm, vers 1852                                                        |        |
| Sanford Robinson Gifford, Le Vésuve vu de Marina Grande, Capri                                     | huile sur papier collé sur toile, 23,1 × 35,5 cm, 1857, Musée des Beaux-Arts (Boston)         |        |
| Frederic Leighton, Jardin de l'auberge Pagano à Capri                                              | huile sur toile, 48,9 × 66,7 cm, 1859, Birmingham Museum and Art Gallery                      | [ 9 ]  |
| Carl Friedrich Seiffert (1808-1891), La Grotte bleue à Capri                                       | 1860, Alte Nationalgalerie (Berlin)                                                           |        |
| William Stanley Haseltine, Île de Capri : les Faraglioni                                           | huile sur toile, 83 × 142 cm, vers 1870, Musée d'Art de l'université de Princeton             |        |
| Robert Heck (1831-1889), Capri. Le palmier de l'Hôtel Pagano et l'église Saint-Étienne             | huile sur toile, 58 × 46 cm, 1872                                                             |        |
| Ascan Lutteroth (1842-1923), Marina Grande à Capri                                                 | huile sur toile, 61 × 101 cm, 1874                                                            | [ 10 ] |
| John Singer Sargent (1856-1925), Profil d'Anna de Capri                                            | 1er janvier 1878                                                                              | [ 11 ] |
| John Singer Sargent, Garçon en rêverie                                                             | 1878                                                                                          |        |
| Henryk Siemiradzki (1843-1902), Les Débauches de Tibère sur l'île de Capri                         | huile sur toile, 101,5 × 216 cm, 1881, Galerie Tretiakov (Moscou)                             |        |
| Antonino Leto, Maisons blanches, Marina Grande de Capri                                            | huile sur toile, vers 1882, Musée national de Palerme                                         |        |
| Carl Morgenstern (1811–1893), Marina Grande à Capri                                                | huile sur toile, 28 × 42 cm, 1882                                                             |        |
| Oswald Achenbach (1827–1905), Vue de Capri                                                         | huile sur toile, 44 × 60,6 cm, 1884, Musée Von der Heydt (Wuppertal)                          |        |
| John Singer Sargent, Rosina sur la terrasse de Capri                                               | huile sur toile, vers 1887, Yale University Art Gallery (New Haven-Conn.)                     |        |
| Federico del Campo, Rosina                                                                         | huile sur bois, 20 × 12 cm, 1887, Lima Art Museum (Pérou)                                     | [ 12 ] |
| Peder Mørk Mønsted, Anacapri                                                                       | huile sur toile, avant 1890                                                                   |        |
| Lesser Ury, Côte rocheuse à Capri                                                                  | huile sur toile, 1890, collection privée                                                      |        |
| Carl Wuttke (1849-1927), Procession à Capri                                                        | huile sur toile, 59,5 × 76,4 cm, 1893                                                         |        |
| Ernst Hanfstaengl (1840-1897), Des femmes faisant la lessive à Anacapri. En arrière-plan le Vésuve | huile sur toile, 94,5 × 77 cm, avant 1894                                                     |        |
| Ernst Hanfstaengl, Anacapri                                                                        | huile sur toile, 54,5 × 27,5 cm, avant 1897                                                   | [ 13 ] |
| Charles Caryl Coleman, À l'ombre des vignes, Capri                                                 | huile sur toile, 1898                                                                         | [ 14 ] |
| Angel Andrade Blázquez (1866-1932), Marina Piccola à Capri                                         | huile sur toile, 140 × 280 cm, 1898, Musée du Prado (Madrid)                                  |        |
| Albert Arnz (1832-1914), Vue de Capri                                                              | huile sur toile, 85 × 135 cm                                                                  |        |
| Bernardo Hay, Motif de Capri                                                                       | huile sur toile, 40 × 25 cm                                                                   |        |
| Francesco Mancini dit « Lord », Capri                                                              | aquarelle sur papier, 53,5 × 35,5 cm, seconde moitié du XIXe siècle, collection privée        | [ 15 ] |
| Othmar Brioschi (1854-1912), Capri                                                                 | huile sur toile, 37,5 × 73 cm                                                                 | [ 16 ] |
| Sophie Gengembre Anderson (1823-1903), Une fille de Capri aux fleurs                               | huile sur toile, 42 × 52 cm, XIXe siècle, Russell-Cotes Art Gallery & Museum (Bournemouth)    |        |
| Karl Wilhelm Diefenbach, Capri                                                                     | huile sur toile, 37 × 104 cm                                                                  |        |
| Andrea Cherubini, Pêcheurs à Capri                                                                 | huile sur toile, 60 × 100 cm, XIXe siècle                                                     |        |

### Capri auXXesiècle
| Auteur et titre                                                                            | Description                                                             | Image  |
| ------------------------------------------------------------------------------------------ | ----------------------------------------------------------------------- | ------ |
| Attilio Pratella, Pêcheurs sur le quai                                                     | huile sur toile, vers 1900, Artgate Fondazione Cariplo                  | [ 17 ] |
| Charles Caryl Coleman, À l'île de Capri, vue par la fenêtre de l'atelier. Soirée d'octobre | huile sur bois, 47,6 × 12,1 cm, 1901, Birmingham Museum and Art Gallery | [ 18 ] |
| Charles Caryl Coleman, Capri                                                               | huile sur toile, avant 1910                                             |        |
| Georg Fischhof (1849-1914), Motif de Capri                                                 | huile sur toile, 70,5 × 100,5 cm, ante 1914                             | [ 19 ] |
| Salvatore Balsamo, Capri                                                                   | huile sur toile, vers 1920, Artgate Fondazione Cariplo                  |        |
| Aloïs Boudry, Capri                                                                        | 1921                                                                    |        |
| Fritz Stæhr-Olsen (1858-1922), Scène à Capri avec moines                                   | huile sur toile, 52 × 40 cm, 1921                                       | [ 20 ] |
| Raffaele Armando Califano Mundo, Pergola aux fleurs à Capri                                | huile sur toile, 22 × 38 cm, 1922                                       |        |
| Constantin Gorbatov (1876-1945), Port de Capri                                             | huile sur toile, 89 × 109 cm, 1928                                      |        |
| Paul von Spaun (1876-1932), Villa Jovis à l'île de Capri                                   | huile sur toile, 80 × 110,4 cm, avant 1932                              | [ 21 ] |
| Albert Wenk (1863-1934), Regard sur les Faraglioni                                         | huile sur toile, 60 × 80 cm, avant 1934                                 |        |
| Albert Wenk, Capri                                                                         | huile sur toile, 60 × 70 cm, avant 1934                                 | [ 22 ] |
| Giuseppe Casciaro, Capri                                                                   | huile sur toile, 52 × 61 cm, avant 1941                                 |        |